# 二期作
二期作（にきさく）とは、同じ土地で年2回同じ作物を栽培し収穫すること。一般的には米についていうことが多いが、トウモロコシやジャガイモ、ブドウなど他の作物の場合にも、「二期作」という用語が用いられる。なお同じ土地で1年に2種類の作物を栽培する耕作形態は、二毛作と呼ばれる。
東南アジアでは浮稲を用いた、米の二期作がある。

## 日本における二期作

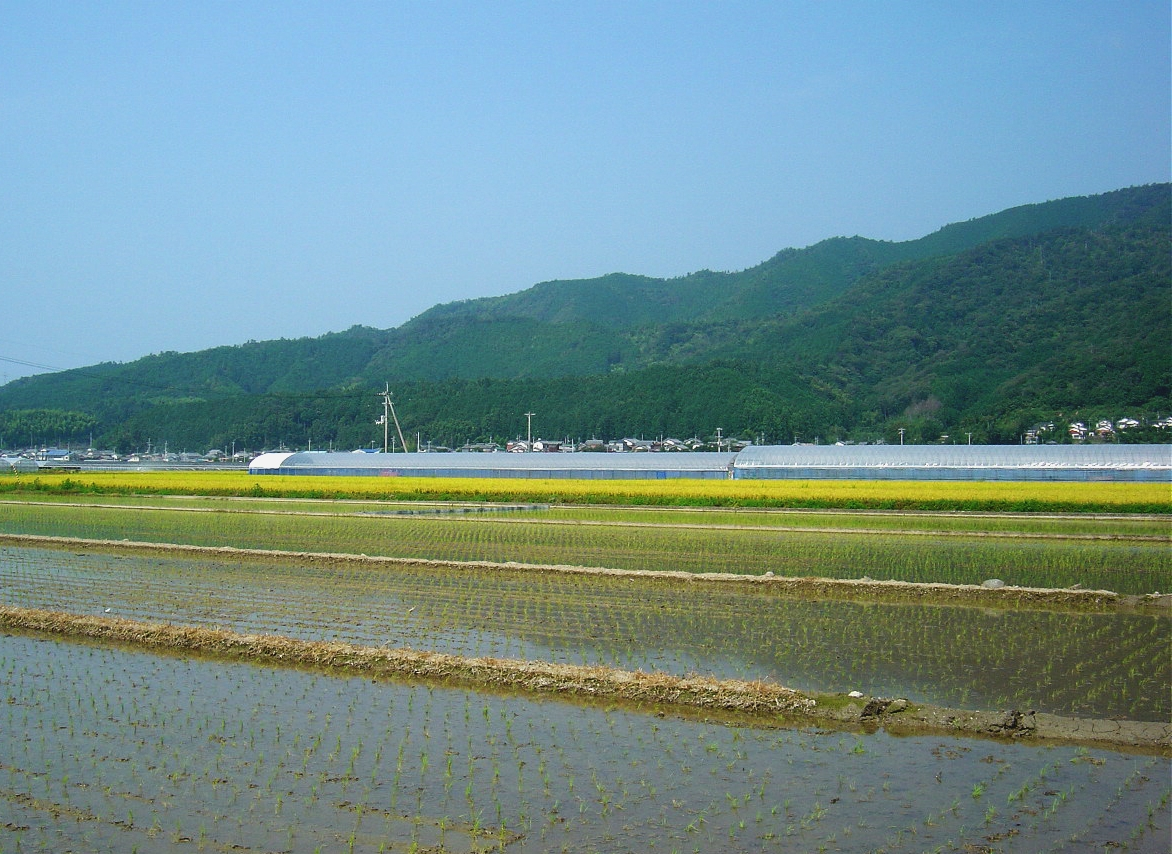
高知県安芸市での田植え（8月2日）。奥には実りを迎えた稲穂が見える。

日本では高知県や鹿児島県、沖縄県など年間を通じて平均気温が16℃以上の温暖な太平洋側の地方で多く見られる。台風の影響を避け、多くの収穫を上げる目的で行われてきた。また、超早場米収穫後の圃場の有効利用という意味もあった。
二期作を行う場合、第一期作の籾蒔きを3月上旬から中旬に行い7月中に収穫され、第二期作は7月中旬から下旬に行い11月上旬に収穫されることになる。
米の生産量がその需要に対して過剰となり生産調整が行われている状況から、二期作はほとんど行われなくなっている。食味の良い米が選好されるという事情から、二期作に適した品種の選択が難しいという状況もある。
平成5年大冷害の際、岩手県では翌平成6年の田植えに使用する種籾すらも不足する事態となったため、平成5年に収穫された稲を石垣島へ送り発芽させ、平成6年の一期作を2ヶ月前倒しして田植えを行い、5月に収穫された稲を岩手県で種籾として発芽させ同月中に田植えを始める、という緊急増殖プロジェクトが行われた。
イネ以外では、九州地方で飼料用のトウモロコシの二期作が行われており、関東南部でも導入が試みられている。

### コメの再生二期作
2020年、農研機構九州沖縄農業研究センターは、コメの収穫後のひこばえ（稲孫）を利用して二期作を行い、10アール当たり1.5トンの収穫量を実現したと発表した。試験レベルとしつつも、単純計算で3倍近い収穫量は、地球温暖化による作付期間の変化も相まって、有力な手法として注目を浴びるようになった。
この手法では、4月に田植えを行い8月に最初の収穫を行う。この際、根から40cmほど離して刈り取り栄養分を残し、追肥して水を張ると10月に2回目の収穫ができる。関東地方以西の温暖な地域で有効とされている。

## 中国における二期作
中国の南部稲作地域では、インディカ米による二期作または数期作（華東地域、華中地域、西南地域などではインディカ米とジャポニカ米の二期作）の栽培を行う地域がある。特に伝統的な二期作が行われている地域は浙江省、安徽省、湖南省、湖北省、福建省などである。